# Амвросіївка
Амвро́сіївка (МФА: [ɐmwˈrɔsʲijiu̯kɐ] ( прослухати); колишня назва Донецько-Амвросіївка) — місто у Донецькому районі Донецької області. Адміністративний центр Амвросіївської міської громади. До 2020 р. слугував центром Амвросіївського району.

## Загальні відомості
Залізнична станція на магістралі Москва — Ростов-на-Дону. 20 тисяч мешканців. (1959). Відстань до облцентру становить близько 76 км і проходить автошляхом Т 0507.
Унаслідок російської військової агресії із серпня 2014 р. Амвросіївка тимчасово окупована 1-м армійським корпусом РФ.

## Історія
Місто засноване 1869 на межі колишніх земель запорізьких та донських козаків. Виконувало функцію робітничого селища на будівництві Курсько-Харківсько-Азовської залізниці. 1896 — початок будівництва цементного заводу, 1898 — ще один цементний завод. До 1917 року працювало три цементних заводи.

### Визвольні змагання
25 жовтня 1917 в селищі отримали звістку про Жовтневий переворот. На привокзальній площі відбувся мітинг, на якому робітники-цементники вітали новий переворот. Було переобрано селищну раду головою став З. Е. Тимченко.

### Період Другої Світової війни
22 серпня 1943 року в місто після вигнання нацистів увійшла Червона Армія.

### Війна на сході України
5 червня 2014 р. українські війська вибили з міста терористичні угруповання. 8 липня від пострілу снайпера загинув майор батальйону «Прикарпаття» Юрій Баран. 8 серпня під Амвросіївкою у бою загинули старшина ЗСУ Юзвінський Вадим Володимирович та солдат Жабенко Юрій Леонідович. 10 серпня 2014 року під час російсько-української війни проросійські сепаратисти намагалися знищити український блокпост, Іван Гутник-Залужний у «секреті» прийняв бій, ціною свого життя врятувавши підрозділ.
27 серпня після відходу українських сил в місто прибуло 5 БТР та 1 «Камаз» із терористами та російськими заблукалими військовими.

## Населення
Історична динаміка чисельності населення міста
| рік  | населення |
| ---- | --------- |
| 1926 | 2 839     |
| 1939 | 15 001    |
| 1959 | 20 037    |
| 1970 | 24 330    |
| 1979 | 24 406    |
| 1989 | 23 951    |
| 2001 | 22 130    |
| 2005 | 21 057    |
| 2010 | 19 484    |
| 2014 | 18 682    |

### Національний склад
Розподіл населення за національністю за даними перепису 2001 року:
| Національність  | Відсоток |
| --------------- | -------- |
| українці        | 63.25%   |
| росіяни         | 33.67%   |
| вірмени         | 0.75%    |
| білоруси        | 0.58%    |
| греки           | 0.19%    |
| сакартвельці    | 0.17%    |
| азербайджанці   | 0.16%    |
| молдовани       | 0.14%    |
| інші/не вказали | 1.09%    |

### Мова
Розподіл населення за рідною мовою за даними перепису 2001 року:
| Мова            | Кількість | Відсоток |
| --------------- | --------- | -------- |
| російська       | 15586     | 71.30%   |
| українська      | 6101      | 27.91%   |
| вірменська      | 61        | 0.28%    |
| циганська       | 21        | 0.10%    |
| білоруська      | 17        | 0.08%    |
| румунська       | 3         | 0.01%    |
| грецька         | 3         | 0.01%    |
| болгарська      | 2         | 0.01%    |
| інші/не вказали | 67        | 0.30%    |
| Усього          | 21861     | 100%     |

За даними перепису 2001 року населення міста становило 21861 особу, з них 27,91 % зазначили рідною мову українську, 71,3 % — російську, 0,28 % — вірменську, 0,1 % — циганську, 0,08 % — білоруську, 0,01 % — болгарську, грецьку та молдовську мови.

## Економіка
Великий центр цементної промисловості в Україні. Амвросіївський цементний комбінат, завод залізобетонних конструкцій, підприємства харчової і швейної промисловості, РТС.
У межах Амвросіївки великі поклади і видобування мергелю — основної сировини цементних заводів та інших підприємств промисловості будматеріалів. У районі вирощують зернові культури, шампанські сорти винограду; розводять велику рогату худобу, свиней.

## Освіта
4 загальноосвітні школи, восьмирічна школи, школа робітничої молоді, індустріальний технікум.

## Пам'ятки археології
На правому березі річки Кринки в районі Амвросіївки знайдене кладовище кісток бізонів. На площі близько 200 м² знайдено рештки 983 степових бізонів (Bison priscus). Первісні мешканці цього краю полювали на бізонів: стадо тварин заганяли до краю глибокого яру, після цього тих тварин, що впали додолу, добивали списами, а пізніше стрілами.

## Відомі особи
Уродженцями міста є:
- Вощенко Василь Іванович (1918—1943) — Герой Радянського Союзу.
- Єсауленко Володимир Венедиктович (1912—1942) — Герой Радянського Союзу.
- Лимарєв Анатолій Григорович (1929—1985) — український художник.
- Московка Володимир Павлович (1967—2014) — підполковник Збройних сил України, учасник російсько-української війни.
- Філарет (1929) — український православний діяч.